# Будівля Виконавчого комітету СНД
Будівля Виконавчого комітету СНД, раніше будівля Мінського обкому КПБ (рос. Здание Исполнительного комитета СНГ) — історична будівля середини XX століття в Мінську, пам'ятка архітектури (номер 713Г000073). Розташоване за адресою: вулиця Кірова, будинок 17 (кут з Комсомольською вулицею, будинок 38).

## Історія
Будівля збудована у 1953—1956 роках. за проєктом архітекторів А. П. Воїнова та Л. Д. Усової для розміщення Мінського обласного комітету Комуністичної партії Білорусії . 1988 року з двору прибудовано шестиповерхове крило (архітектор Л. А. М. Погорєлов). Наприкінці XX століття будівлю зайняли Виконавчий комітет СНД, а також Економічний суд СНД та посольства Вірменії, Таджикистану та Туркменістану.

## Архітектура
Будівля зведена у стилі сталінського неокласицизму. Основний обсяг будівлі чотириповерховий, Г-подібний у плані. Центром композиції фасадів є багатогранний об'єм на розі вулиць, що вінчає напівсферичний купол зі шпилем. Під прямим кутом до нього примикають бічні крила будівлі. Горизонтальні тяги поділяють фасади на три яруси. Перший ярус оформлений як цоколь, оброблений рожевим гранітом. Стіни 1-2 поверхи рустовані, а стіни 3-4 поверхів декоровані пілястрами коринфського ордера. Будівля увінчує складний карниз класичного профілю. Вікна верхнього поверху напівциркульні, нижніх поверхів — прямокутні. Будівля має коридорне планування, головний вестибюль знаходиться в центральному об'ємі, з бічними крилами його з'єднують сходи. Верхній поверх центрального об'єму займає двосвітла зала засідань, перекрита куполом. Купол та стіни залу багато декоровані ліпниною та пілястрами.

## У філателії

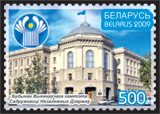
Будівля на марці Республіки Білорусь 2009 року
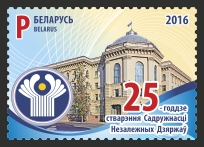
Будівля на марці Республіки Білорусь 2016 року
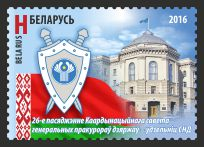
Будівля на марці Республіки Білорусь 2016 року